# Zetorchestes vanderhammeni
Zetorchestes vanderhammeni är en kvalsterart som beskrevs av Krisper 1987. Zetorchestes vanderhammeni ingår i släktet Zetorchestes och familjen Zetorchestidae. Inga underarter finns listade i Catalogue of Life.